# Swedish Open 2014
Swedish Open 2014 byl společný tenisový turnaj mužského okruhu ATP World Tour a ženského okruhu WTA Tour, hraný na otevřených antukových dvorcích s centrálním kurtem Båstad Tennis Stadium pro pět tisíc diváků. Konal se mezi 7. až 20. červencem 2014 ve švédském Båstadu jako 67. ročník mužského a 6. ročník ženského turnaje.
Mužská polovina, hraná pod jménem SkiStar Swedish Open 2014, se řadila do kategorie ATP World Tour 250 a její dotace činila 485 760 eur. Profesionální hráči jej v letech 2002–2013 jedenáctkrát v řadě zvolili nejoblíbenějším turnajem v kategorii série ATP 250. Ženská část, nazvaná Collector Swedish Open 2014, disponovala rozpočtem 250 000 dolarů a byla součástí kategorie WTA International Tournaments.
Uruguayec Pablo Cuevas si na okruhu ATP Tour připsal premiérové finále i titul z dvouhry. Titul v mužské čtyřhře obhájil americký tenista Nicholas Monroe, který do soutěže nastoupil po boku Švéda Johana Brunströma. Ženskou dvouhru opanovala nenasazená Němka Mona Barthelová a získala třetí singlový titul na okruhu WTA:

## Dvouhra mužů

### Nasazení
| Stát                            | Hráč                | ATP | Nasazení |
| ------------------------------- | ------------------- | --- | -------- |
| Španělsko                       | David Ferrer        | 7.  | 1.       |
| Španělsko                       | Tommy Robredo       | 22. | 2.       |
| Španělsko                       | Fernando Verdasco   | 24. | 3.       |
| Polsko                          | Jerzy Janowicz      | 25. | 4.       |
| Portugalsko                     | João Sousa          | 41. | 5.       |
| Francie                         | Jérémy Chardy       | 42. | 6.       |
| Argentina                       | Carlos Berlocq      | 43. | 7.       |
| Španělsko                       | Pablo Carreño Busta | 60. | 8.       |
| Žebříček ATP k 23. červnu 2014. |                     |     |          |

### Jiné formy účasti
Následující hráčí obdrželi divokou kartu do hlavní soutěže:
- Markus Eriksson
- Christian Lindell
- Elias Ymer

Následující hráči postoupili z kvalifikace:
- Radu Albot
- Iñigo Cervantes
- Renzo Olivo
- Albert Ramos-Viñolas

### Odhlášení
před zahájením turnaje
- Nicolás Almagro
- Łukasz Kubot

### Skrečování
- Jerzy Janowicz
- Paul-Henri Mathieu
- Pere Riba

## Mužská čtyřhra

### Nasazení
| Stát                                                                                     | Hráč            | Stát          | Hráč              | ATP1 | Nasazení |
| ---------------------------------------------------------------------------------------- | --------------- | ------------- | ----------------- | ---- | -------- |
| Španělsko                                                                                | David Marrero   | Španělsko     | Fernando Verdasco | 26.  | 1.       |
| Německo                                                                                  | Andre Begemann  | Švédsko       | Robert Lindstedt  | 61.  | 2.       |
| Polsko                                                                                   | Tomasz Bednarek | Finsko        | Henri Kontinen    | 125. | 3.       |
| Švédsko                                                                                  | Johan Brunström | Spojené státy | Nicholas Monroe   | 130. | 4.       |
| Žebříček ATP k 23. červnu 2014; číslo je součtem žebříčkového postavení obou členů páru. |                 |               |                   |      |          |

### Jiné formy účasti
Následující páry obdržely divokou kartu do hlavní soutěže:
- Isak Arvidsson /  Markus Eriksson
- Daniel Windahl /  Elias Ymer

Následující pár nastoupil do hlavní soutěže z pozice náhradníka:
- Dustin Brown /  Dušan Lajović

### Odhlášení
před zahájením turnaje
- Pere Riba

## Ženská dvouhra

### Nasazení
| Stát                             | Hráčka                       | WTA | Nasazení |
| -------------------------------- | ---------------------------- | --- | -------- |
| Francie                          | Alizé Cornetová              | 21. | 1.       |
| Rusko                            | Anastasija Pavljučenkovová   | 23. | 2.       |
| Itálie                           | Camila Giorgiová             | 40. | 3.       |
| Kazachstán                       | Jaroslava Švedovová          | 52. | 4.       |
| Slovensko                        | Anna Karolína Schmiedlová    | 57. | 5.       |
| Německo                          | Annika Becková               | 59. | 6.       |
| Španělsko                        | María Teresa Torrová Florová | 60. | 7.       |
| Slovinsko                        | Polona Hercogová             | 61. | 8.       |
| Žebříček WTA k 7. červenci 2014. |                              |     |          |

### Jiné formy účasti
Následující hráčky obdržely divokou kartu do hlavní soutěže:
- Sofia Arvidssonová
- Alizé Cornetová
- Rebecca Petersonová

Následující hráčky postoupily z kvalifikace:
- Gabriela Dabrowská
- Richèl Hogenkampová
- Anett Kontaveitová
- Tereza Martincová
- Julia Putincevová
- Laura Siegemundová

### Odhlášení
před zahájením turnaje
- Vania Kingová
- Yvonne Meusburgerová
- Paula Ormaecheaová
- Flavia Pennettaová
- Carla Suárezová Navarrová
- Serena Williamsová
- Barbora Záhlavová-Strýcová

### Skrečování
- Irina-Camelia Beguová
- Teliana Pereirová

## Ženská čtyřhra

### Nasazení
| Stát                                                                                       | Hráčka              | Stát      | Hráčka                     | WTA  | Nasazení |
| ------------------------------------------------------------------------------------------ | ------------------- | --------- | -------------------------- | ---- | -------- |
| Německo                                                                                    | Julia Görgesová     | Polsko    | Katarzyna Piterová         | 94.  | 1.       |
| Kanada                                                                                     | Gabriela Dabrowská  | Polsko    | Alicja Rosolská            | 131. | 2.       |
| Španělsko                                                                                  | Lara Arruabarrenová | Španělsko | Sílvia Solerová Espinosová | 161. | 3.       |
| Rusko                                                                                      | Alexandra Panovová  | Francie   | Laura Thorpeová            | 181. | 4.       |
| Žebříček WTA k 7. červenci 2014; číslo je součtem žebříčkového postavení obou členek páru. |                     |           |                            |      |          |

### Jiné formy účasti
Následující páry obdržely divokou kartu do hlavní soutěže:
- Sofia Arvidssonová /  Hilda Melanderová
- Johanna Larssonová /  Rebecca Petersonová

### Odhlášení
před zahájením turnaje
- Teliana Pereirová

## Přehled finále

### Mužská dvouhra
- Pablo Cuevas vs.  João Sousa, 6–2, 6–1

### Ženská dvouhra
- Mona Barthelová vs.  Chanelle Scheepersová, 6–3, 7–6(7–3)

### Mužská čtyřhra
- Johan Brunström /  Nicholas Monroe vs.  Jérémy Chardy /  Oliver Marach, 4–6, 7–6(7–5), [10–7]

### Ženská čtyřhra
- Andreja Klepačová /  María Teresa Torrová Florová vs.  Jocelyn Raeová /  Anna Smithová, 6–1, 6–1